# خربة يرزة
خربة يرزة هي قرية فلسطينية، من قرى محافظة طوباس. وهي من القرى التي احتلتها إسرائيل خلال حرب 1967. تُدار بواسطة مجلس قروي خربة يرزة.

## التاريخ
بها آثار قديمة تعود إلى العهد الكنعاني وكهوف وبها قبور منحوتة بالصخر، تشتهر بشجر الخروب والسريس.

### الحكم الأردني
أوائل خمسينيات القرن العشرين أتُبعت القرية للإدارة الأردنية بعد حرب 1948 نتيجةً لاتفاقيات الهدنة عام 1949.

### حرب 1967
وقعت القرية تحت الاحتلال الإسرائيلي بعد حرب 1967.

### السلطة الفلسطينية
بعد تأسيس السلطة الوطنية الفلسطينية عام 1994 نتيجةً لاتفاق السلام بين منظمة التحرير الفلسطينية وإسرائيل عام 1993، تسلمت القرية ووضعتها تحت سيطرتها المدنية.

## السكان
بلغ عدد سكان قرية خربة يرزة عام 2017 حوالي (31) نسمة وفق الجهاز المركزي للإحصاء الفلسطيني.